# Euphydryas editha
Damier d'Edith
Espèce
Euphydryas editha, le Damier d'Edith, est un lépidoptère appartenant à la famille des Nymphalidae, à la sous-famille des Nymphalinae et au genre Euphydryas présent dans l'ouest de l'Amérique du Nord.

## Dénomination
Euphydryas editha Jean-Baptiste Alphonse Dechauffour de Boisduval, 1852.

### Noms vernaculaires
Il se nomme en anglais Edith’s Checkerspot.

### Sous-espèces

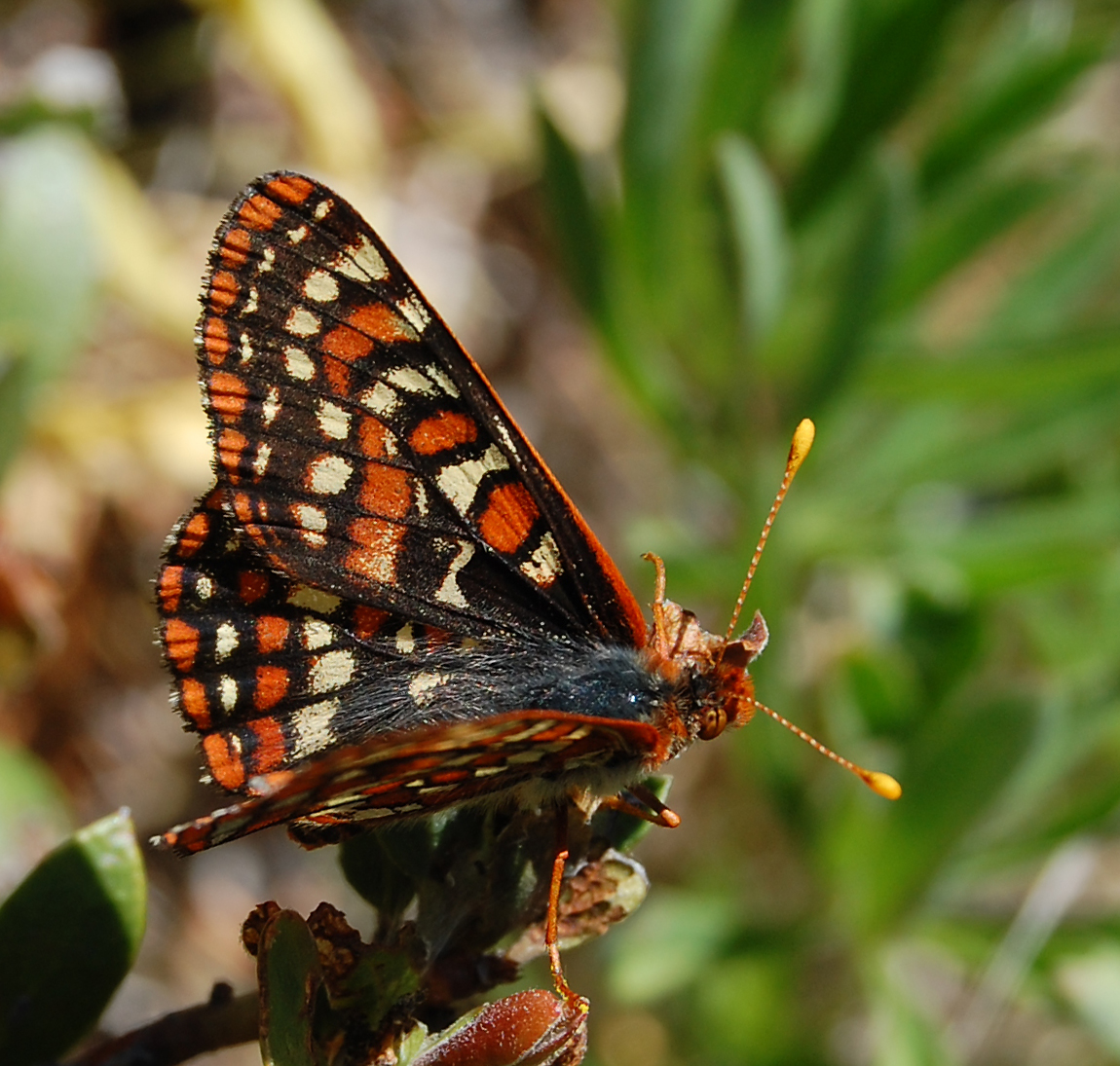
Euphydryas editha bayensis

- Euphydryas editha alebarki Ferris, 1971 ; Klots’ Checkerspot
- Euphydryas editha aurilacus Gunder, 1928 ; Gold Lake Checkerspot
- Euphydryas editha baroni Edwards, 1879 ; Baron’s Checkerspot
- Euphydryas editha bayensis Sternitzky, 1937 ;  Bay Checkerspot
- Euphydryas editha beani Skinner, 1897 ; Bean’s Checkerspot en Colombie-Britannique et Alberta
- Euphydryas editha bingi (Baughman et Murphy, 1998)  Bing’s Checkerspot
- Euphydryas editha colonia (Wright, 1905) Colonia Checkerspot
- Euphydryas editha edithana Strand, 1914 ; Strand’s Checkerspot
- Euphydryas editha fridayi Gunder, 1931 ;
- Euphydryas editha gunnisonensis Brown, 1971 ; Gunnison Checkerspot
- Euphydryas editha hutchinsi McDunnough, 1928 ; Hutchins’ Checkerspot
- Euphydryas editha insularis Emmel et Emmel, 1974 ; Island Checkerspot
- Euphydryas editha lawrencei Gunder, 1931 ; Lawrence’s Checkerspot
- Euphydryas editha lehmani Gunder, 1929 ; Lehman Caves Checkerspot
- Euphydryas editha luestherae Luesther’s Checkerspot(Murphy et Ehrlich, 1981 ;
- Euphydryas editha monoensis Gunder, 1928 ;
- Euphydryas editha nubigena Behr, 1863)  Cloud-born Checkerspot	en Californie.
- Euphydryas editha quino (Behr, 1863 ; Quino Checkerspoten Californie.
- Euphydryas editha remingtoni Burdick, 1959 ;
- Euphydryas editha rubicunda (H. Edwards, 1881) Ruddy Checkerspoten Californie.
- Euphydryas editha taylori (Edwards, 1888) ; Taylor’s Checkerspot en Colombie Britannique.
- Euphydryas editha wrighti Gunder, 1929  Wright’s Checkerspot[1].

## Description

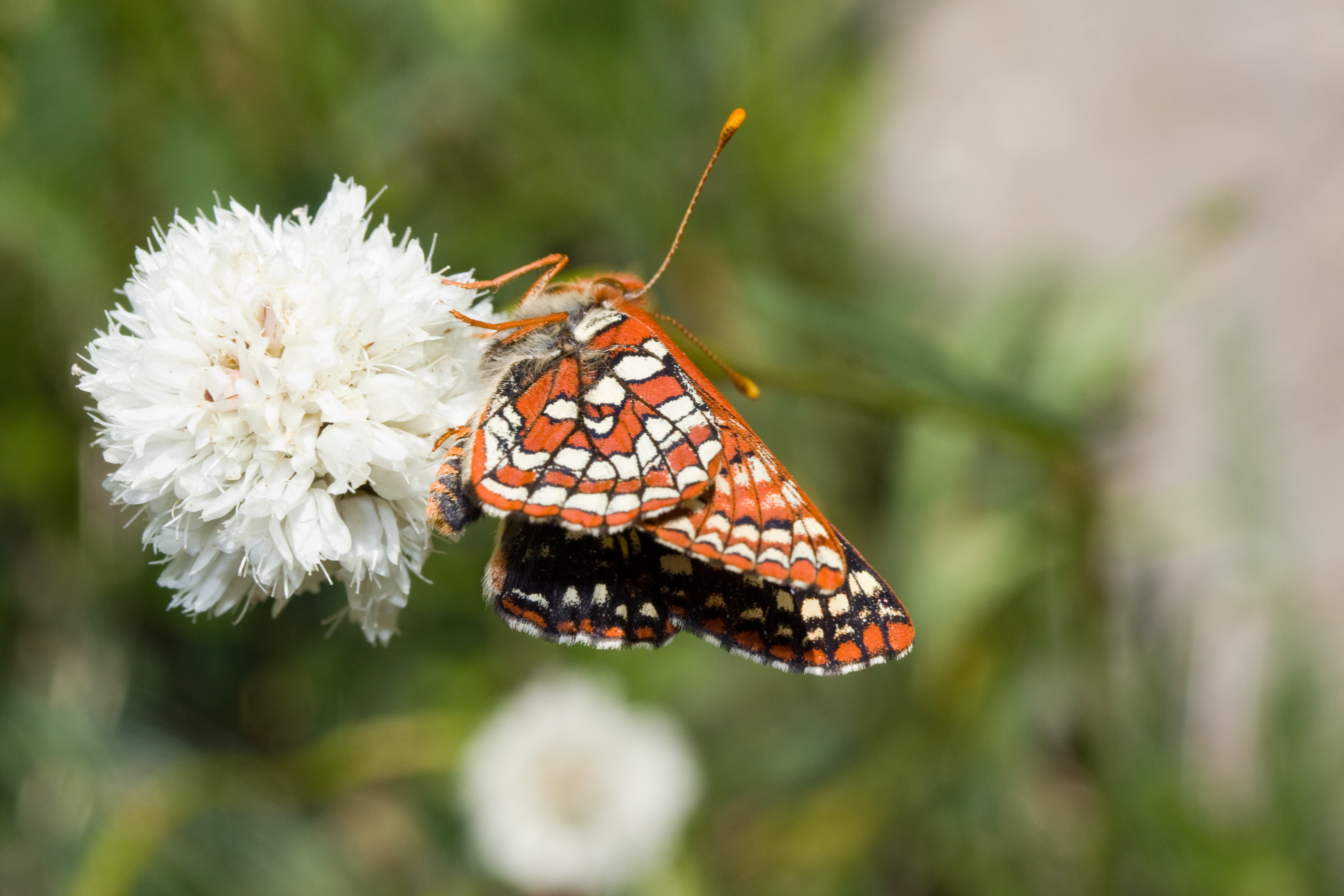
revers d' Euphydryas editha

C'est un papillon qui présente des damiers rouge orangé, marron et crème disposés en lignes.

## Chenille
Elle est foncée, soit à poils blancs soit anelée de blanc.

### Période de vol et hivernation
Au Canada les papillons sont visibles entre avril et mai dans l'île de Vancouver, mais en juin et en juillet, et parfois même en août plus à l'est

### Plantes hôtes
Les plantes hôtes de la chenille sont des Plantago, des Castilleja, des Pedicularis, des  Orthocarpus et des Scrophulariaceae.

## Écologie et distribution
Il est présent dans l'ouest de l'Amérique du Nord, du Canada (Colombie-Britannique et Alberta) jusqu'au Mexique.

### Biotope
Les biotopes sont divers dont prairies et forêts.

### Protection
La sous-espèce Euphydryas editha quino ou Quino Checkerspoten présente en Californie est déclarée « en danger ».
La sous-espèce Euphydryas editha taylori présente uniquement dans deux localités du sud de l'île de Vancouver figure sur la liste canadienne des espèces en danger de disparition.

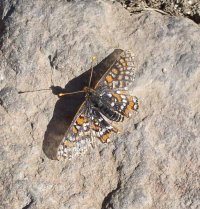
Euphydryas editha quino